# Isidore Mvouba
Isidore Mvouba (1954, Kindamba) es un político congoleño, que fue Primer ministro de la República del Congo desde el 7 de enero de 2005 hasta el 15 de septiembre de 2009. 
Es miembro del Partido Congoleño del Trabajo y fue líder de su rama juvenil. Anteriormente ya había trabajado con el Presidente Denis Sassou Nguesso como su jefe de gabinete. También ha ocupado diversos ministerios como el de Transportes o el de Marina de Guerra. En las últimas elecciones fue elegido diputado por el distrito de su ciudad natal con el 75,5% de los votos. En septiembre de 2009 el puesto de primer ministro fue eliminado, pero Mvouba permaneció en el gobierno como ministro de Estado a cargo de varios departamentos.
| Predecesor: Puesto abolido (Bernard Kolelas en 1997) | Primer ministro de la República del Congo 2005 - 2009 | Sucesor: Puesto abolido (Clément Mouamba en 2016) |